# Empire (pomme)
Pour les articles homonymes, voir Empire (homonymie).

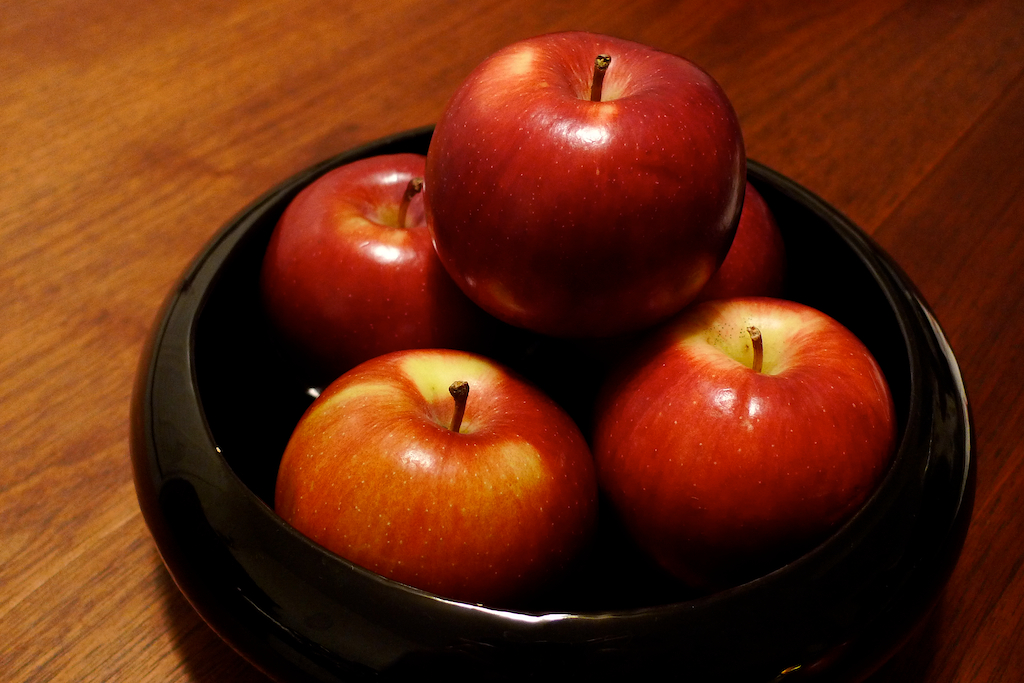
Pommes Empire

Empire est un cultivar de pommier domestique.
Nom botanique: Malus domestica Borkh Empire.

## Fruit
Les "Empire" sont des pommes rouge foncé, juteuses, fermes, croquantes et sucrées.

## Origine
Création par le "New York State Agricultural Experiment Station" de Geneva en 1945. Le cultivar a été diffusé en 1966.

## Parenté
Cette variété est issue d'un croisement entre les variétés McIntosh et Red delicious.

## Pollinisation
Groupe pollinique: C (mi-saison), floraison: 3 jours avant le Golden delicious.

## Culture
Ce cultivar est de faible vigueur et doit donc être porté par un porte-greffe approprié.
Les pommes sont cueillies entre septembre et octobre et se conservent jusqu'en janvier. Cependant, certains pomiculteurs les conservent facilement jusqu'en juin, contrôlées, réfrigérées dans une atmosphère au gaz. Elles demeurent ainsi encore juteuses, fermes, croquantes et sucrées.

## Susceptibilités aux maladies
- Tavelure : élevée[1]
- Mildiou : élevée
- Rouille : faible
- Feu bactérien : moyenne

La variété Empire étant assez sensible aux maladies, elle doit être traitée systématiquement et donc ne convient pas bien aux petits jardins familiaux où les traitements ne sont pas réguliers.